# Алтура (Минесота)
Алтура (енгл. Altura) град је у америчкој савезној држави Минесота.

## Демографија
По попису из 2010. године број становника је 493, што је 76 (18,2%) становника више него 2000. године.
| Група             | 2000.       | 2010.       |
| Белци             | 408 (97,8%) | 436 (88,4%) |
| Афроамериканци    | 2 (0,5%)    | 2 (0,4%)    |
| Азијати           | 3 (0,7%)    | 0 (0,0%)    |
| Хиспаноамериканци | 0 (0,0%)    | 51 (10,3%)  |
| Укупно            | 417         | 493         |